# Лука Боттацці
Лука Боттацці (італ. Luca Bottazzi; нар. 1 квітня 1963) — колишній італійський тенісист.
Найвищу одиночну позицію світового рейтингу — 133 місце досяг 29 квітня 1985, парну — 203 місце — 13 травня 1985 року.
Найвищим досягненням на турнірах Великого шолома було 2 коло в парному розряді.

## Титули на челленджерах

### Одиночний розряд: (2)
| Ранг | Дата | Турнір             | Покриття | Суперник       | Рахунок  |
| ---- | ---- | ------------------ | -------- | -------------- | -------- |
| 1.   | 1984 | Тампере, Фінляндія | Ґрунт    | Петер Свенссон | 6–2, 6–3 |
| 2.   | 1987 | Найробі, Кенія     | Ґрунт    | Пол Векеса     | 6–2, 7–6 |

### Парний розряд: (1)
| Ранг | Дата | Турнір       | Покриття | Партнер        | Суперники                  | Рахунок       |
| ---- | ---- | ------------ | -------- | -------------- | -------------------------- | ------------- |
| 1.   | 1983 | Барі, Італія | Ґрунт    | Сімоне Коломбо | Маріо Калаутті Брюс Дерлін | 6–2, 3–6, 6–3 |